# Stadt Luzern (Schiff, 1887)
Die Stadt Luzern war ein Schaufelraddampfer auf dem Vierwaldstättersee in der Schweiz. Sie wurde von der Dampfschiffgesellschaft des Vierwaldstättersees (der heutigen Schifffahrtsgesellschaft des Vierwaldstättersees) betrieben und galt als deren Flaggschiff. Sie war nach der Stadt Luzern von 1837 das zweite Dampfschiff dieses Namens auf dem Vierwaldstättersee und die Vorgängerin des heutigen Flaggschiffs Stadt Luzern.

## Geschichte
1885 beschloss die Dampfschiffgesellschaft, „ein neues Salonschiff, das puncto Leistungsfähigkeit, Ausstattung und Bequemlichkeit die Ausrüstung aller bestehender Dampfer der Gesellschaft übertreffen soll“ zu bestellen. Mit dem Bau beauftragt wurde Escher-Wyss in Zürich. In Betrieb genommen wurde das Schiff Ende Juni 1887. 1904 wurden die Masten ersetzt und 1905 erhielt die Stadt Luzern einen neuen Schornstein. Nach einer Revision 1911 wurde das Schiff zunehmend spärlicher eingesetzt und bereits 1917 ausser Betrieb genommen. Nach Abklärung der Wirtschaftlichkeit und der technischen Möglichkeiten bei einer Wiederinbetriebnahme wurde 1925 beschlossen, angesichts des nötigen Aufwands darauf zu verzichten und stattdessen ein neues Schiff zu erwerben. Unter anderem wäre es notwendig gewesen, die ganze Kesselanlage zu ersetzen, da diese sehr unwirtschaftlich war, und das Schiff zu verlängern. Die Stadt Luzern wurde daraufhin im Herbst 1925 zum Verschrotten verkauft.

## Einsatz
Die Stadt Luzern wurde vor allem in der Hochsaison und für Sonderfahrten eingesetzt. Unter anderem fuhr der deutsche Kaiser Wilhelm II. am 2. Mai 1893 mit ihr von Flüelen nach Luzern. 1915 erbrachte sie keine Fahrleistungen mehr; die letzten Einsätze erfolgten 1916, zuletzt im September ein Transport von Internierten.